# Pokémon Diamond og Pearl
Pokémon Diamond (ポケットモンスター ダイヤモンド Poketto Monsutā Daiyamondo, Pocket Monsters Diamond) og Pokémon Pearl (ポケットモンスター パール Poketto Monsutā Pāru, Pocket Monsters Pearl) udgør fjerde generation i Pokémon-spilserien. Efterfølgende blev også Pokémon Platinum udgivet som del af samme generation. Spillene foregår i Sinnoh-regionen. Med denne generation kommer antallet af Pokémon i alt op på 493.
Spillene blev udgivet i 2006 i Japan af Game Freak og Nintendo og kom til resten af verden i 2007.

## Handling
Spillene starter i Twinleaf Town, hvor spilleren bor sammen med sin mor. I samme by bor også spillerens fremtidige rival, som en dag, efter at have set en udsendelse om en rød Gyarados, Red Gyarados, vil have spilleren med til Lake Verity for at lede efter den.
Derude står Proffesor Rowan og hans assistent. De går, men glemmer deres mappe. Spilleren og rivalen går nysgerrige hen til mappen, men bliver angrebet af to Starly. De åbner mappen, hvori der ligger tre pokéball, der indeholder tre Pokémon; Turtwig, Chimchar & Piplup.
Spilleren vælger en Pokémon og gør klar til kamp. Efter at have vundet, kommer assistenten tilbage for at hente mappen, men bliver overrasket over, at spilleren og rivalen har taget en Pokéball hver. Assistenten går, og lidt efter følger spilleren og rivalen efter. Spilleren og rivalen står og venter, og Professor Rowan begynder at snakke med spilleren omkring den pokémon vedkommende og rivalen tog. De går, efter at de er blevet bedt om at møde dem i Sandgem Town. Spilleren og rivalen følger efter, og får udleveret en Pokédex i Rowans laboratorie. Spillerens eventyr er startet.
Spilleren starter nu sin færd, for at fylde den udleverede Pokédex, og for at vinde de eftertragtede enblemer (gym badges). Spilleren vil komme igennem en længere historie om Team Galactic, der vil udnytte Palkias (i Pearl) eller Dialgas (i Diamond) kræfter til at ødelægge den gamle verden og skabe en ny. Det er spillerens job at forhindre dette i at ske.

## Relaterede spil

### Pokémon Platinum
Pokémon Platinum (ポケットモンスタープラチナ Poketto Monsutā Purachina, "Pocket Monsters Platinum") er en opdateret udgave af Diamond og Pearl, i stil med Pokémon Yellow, Crystal og Emerald. Det blev udgivet til Nintendo DS i Japan den 13. september 2008, i USA den 22. marts 2009, og i Australien og Europa den 14. maj 2009 og den 22. maj 2009.

### Pokémon Battle Revolution
Pokémon Battle Revolution er det første Pokémon-spil, som blev udgivet til Wii. Det er også det første Wii-spil, der benytter Nintendo Wi-Fi Connection i Japan og Nordamerika og det første Wii-spil, der interagerer trådløst med Nintendo DS.

### My Pokémon Ranch
My Pokémon Ranch er et Wii-spill udviklet af Ambrella og udgivet gennem WiiWare-downloadservicen. Det blev oprindeligt udgivet i Japan den 25. marts 2008 og kom til Nordamerika den 9. juni og Europa den 4. juli 2008 og kostede 1000 Wii Points. Som med GameCube-spillet Pokémon Box: Ruby and Sapphire kan man i Pokémon Ranch opbevare og organisere sine Pokémon fra Diamond og Pearl. Pokémon overført til My Pokémon Ranch er vist med 3D-modeller og kan interagere med spillerens Miis.